# 希拉河
希拉河（英語：Gila River）是位於美國西北部新墨西哥州和亞利桑那州的科羅拉多河支流，河道全長650英哩（1,044公里）。
希拉河發源自新墨西哥州謝拉縣，向西流入亞利桑那州，在尤馬流入科羅拉多河。